# Almopia
Almopia (Grieks: Αλμωπία) is sedert 2011 een fusiegemeente (dimos) in de Griekse bestuurlijke regio (periferia) Centraal-Macedonië. De gemeente telt 27.460 inwoners (2011).
De twee deelgemeenten (dimotiki enotita) van de fusiegemeente zijn:
- Aridaia (Αριδαία)
- Exaplanatos (Εξαπλάτανος)